# 大巡真理會
大巡真理会（韓語：대순진리회）是源自韩国的新兴宗教。於1969年4月由朴漢慶（박한경，又稱朴牛堂）所建立。根源自趙鼎山（조정산）於奉天（瀋陽）創立的宗教，並可追溯自姜一淳（강일순，又稱姜甑山）的甑山道（증산도）。
信仰對象為九天上帝（姜甑山）、玉皇上帝（趙鼎山）和彌勒世尊（朴牛堂）。

## 外部連結
- 大巡真理會 （页面存档备份，存于）